# Mike Heidorn
Mike Heidorn est un batteur américain de country alternative et de rock alternatif. Il est l'ancien batteur et fondateur des groupes Uncle Tupelo et Son Volt.